# Michal Grinstein-Weiss

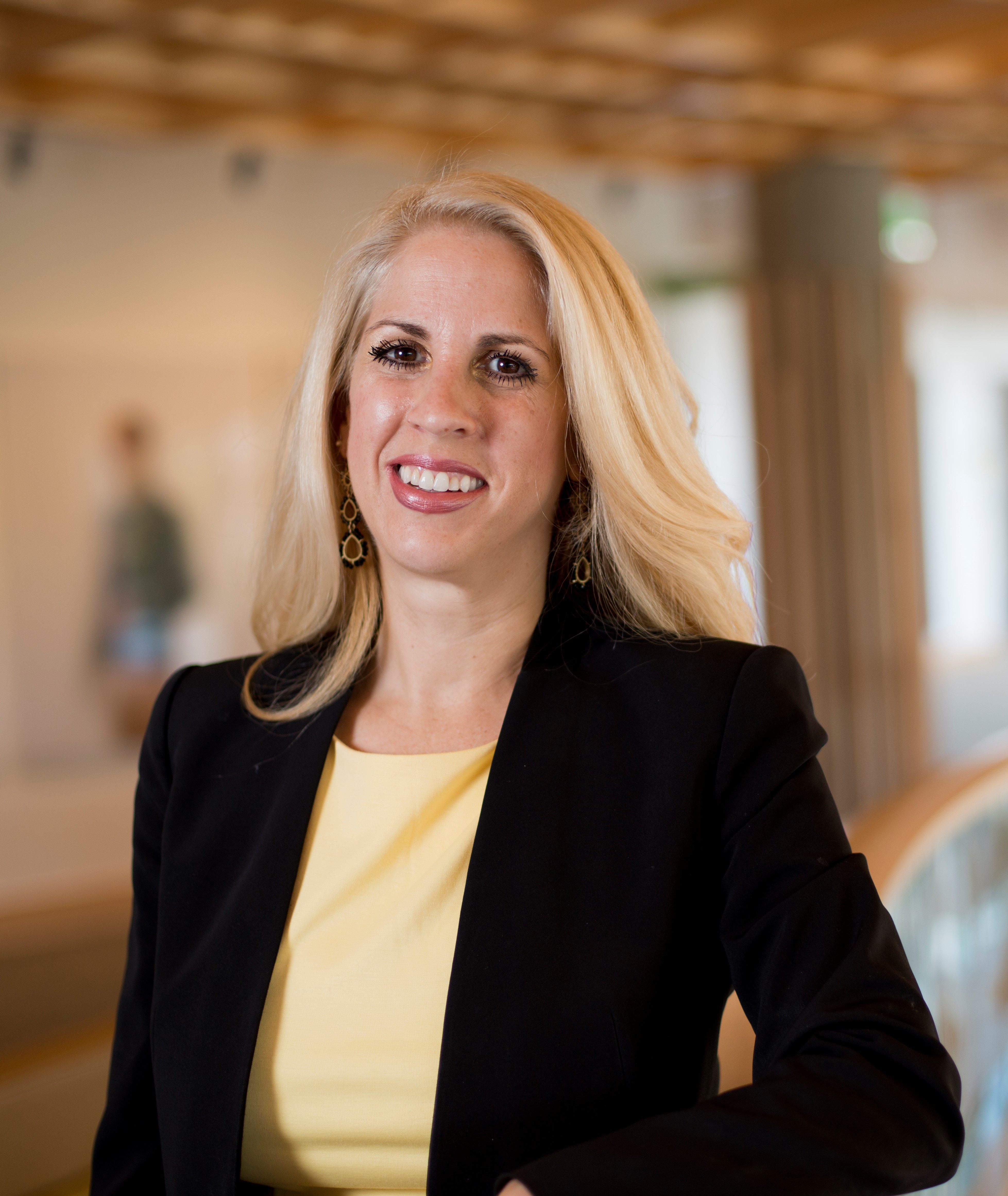
Grinstein-Weiss (2016)

Michal Grinstein-Weiss ist eine israelisch-US-amerikanische Wirtschaftswissenschaftlerin und Hochschullehrerin.

## Werdegang, Forschung und Lehre
Grinstein-Weiss studierte zunächst an der Universität Haifa, an der sie 1996 als Bachelor of Arts und 1999 als Master of Arts in Sozialwissenschaften graduierte. Anschließend zog sie in die Vereinigten Staaten, wo sie sich in der Region Greater St. Louis niederließ. Dort schloss sie 2004 an der Washington University in St. Louis ihr Ph.D.-Studium in Sozialwissenschaften ab, im folgenden Jahr graduierte sie an der University of Missouri–St. Louis als Master in Wirtschaftswissenschaften. Anschließend ging sie als Assistant Professor an die University of North Carolina at Chapel Hill, 2010 stieg sie dort zum Associate Professor auf. 2012 kehrte sie an die Washington University in St. Louis zurück, dort wurde sie 2015 zur ordentlichen Professorin berufen. Zwischen 2012 und 2016 war sie parallel an der Brookings Institution als Senior Fellow tätig.
Die Schwerpunkte in der Arbeit von Grinstein-Weiss liegen insbesondere in den Querschnittbereichen verschiedener akademischer Disziplinen, etwa im Spannungsfeld von Verhaltensökonomik und Gesundheitswissenschaften um translationale Forschungsergebnisse in konkrete Handlungsempfehlungen für Unternehmen und Individuen zur Förderung eines gesundheitsbewussten Lebens zu übersetzen. Zudem erforscht sie die Bedingungen für ein finanzielles Wohlergehen, insbesondere im Hinblick auf Inklusion. Sie gehörte zu den führenden Forschern bei einer Langzeitstudie zum American-Dream-Demonstration-Programm, bei dem auf Basis eines zwischen 1997 und 2002 laufenden Programms Möglichkeiten der individuellen finanziellen  Förderung insbesondere von Niedrigverdienern analysiert wurde.
Grinstein-Weiss gehört zum Herausgeber-Board bei den Zeitschriften Journal of Consumer Affairs, Journal of the Society for Social Work and Research und Journal of Children and Poverty. Sie beriet unter anderem das israelische Sozialministerium sowie die Federal Reserve Bank of Cleveland.